# Élections municipales de 2020 en Dordogne
Les élections municipales françaises de 2020 étaient prévues initialement les 15 et 22 mars en Dordogne. Le premier tour s'est tenu le 15 mars ; le second tour est reporté en raison de la pandémie de Covid-19. Un décret publié au JORF du 15 mai 2020 a fixé la tenue des conseils municipaux d'installation, dans les communes pourvues au premier tour, entre les 23 mai et 28 mai tandis que le second tour est reporté au 28 juin 2020.
Les listes ci-dessous concernent uniquement les communes de plus de 2 000 habitants au recensement de 2017. 

## Composition des conseils municipaux
Le nombre de membres devant former le conseil municipal est déterminé en fonction de la population municipale légale au 1er janvier 2020 et a été abaissé par la loi du loi du 17 mai 2013 pour les plus petites communes (moins de 100 habitants) de 9 à 7 conseillers municipaux :
| Nombre d'habitants     | < 100 | < 500 | < 1 500 | < 2 500 | < 3 500 | < 5 000 | < 10 000 | < 20 000 | < 30 000 |
| Conseillers municipaux | 7     | 11    | 15      | 19      | 23      | 27      | 29       | 33       | 35       |

## Régime particulier pour les communes nouvelles lors du premier renouvellement du conseil municipal
Pour les communes nouvelles, lors du premier renouvellement du conseil municipal (cela concerne notamment les élections municipales de 2020), le nombre de conseillers à élire est supérieur à la strate démographique dans laquelle elles se trouvent. Par exemple, une commune nouvelle ayant entre 2 500 et 3 499 habitants devrait élire, de par sa strate démographique, 23 conseillers municipaux. Au premier renouvellement, elle devra élire au moins 27 conseillers. En effet, « pour éviter une diminution trop brutale du nombre de conseillers municipaux, la loi du 1er août 2019 prévoit que le nombre de conseillers municipaux de la commune nouvelle ne peut pas être inférieur au tiers du nombre total des conseillers lors de la création de la commune nouvelle, dans la limite de 69 élus ».
Concrètement, Bassillac et Auberoche, avec ses 4 498 habitants a, début 2020 86 conseillers municipaux. Figurant dans la strate démographique inférieure à 5000, la commune devrait élire 27 conseillers. La strate supérieure en prévoit 29, nombre supérieur au tiers des conseillers à renouveler.

## Candidatures
Des candidats se présentent dans chacune des 505 communes du département.
Parmi les trente-quatre communes de la Dordogne qui dépassent 2 000 habitants, le maire sortant ne présente pas de liste sur quatorze d'entre elles : Bergerac, Chancelade, Château-l'Évêque, Coulounieix-Chamiers, La Force, La Roche-Chalais, Le Bugue, Marsac-sur-l'Isle, Montpon-Ménestérol, Nontron, Prigonrieux, Razac-sur-l'Isle, Saint-Léon-sur-l'Isle et Terrasson-Lavilledieu. Cependant, à Château-l'Évêque, Coulounieix-Chamiers, Le Bugue, Montpon-Ménestérol et Terrasson-Lavilledieu, le maire sortant figure dans une liste conduite par une autre personne.
Quatre communes présentent chacune une unique liste : Coursac, Lamonzie-Saint-Martin, Mareuil en Périgord et Port-Sainte-Foy-et-Ponchapt. Seize autres voient s'affronter deux listes : Bassillac et Auberoche, Boulazac Isle Manoire, Brantôme en Périgord, Champcevinel, Chancelade, Eymet, La Force, La Roche-Chalais, Marsac-sur-l'Isle, Montignac, Mussidan, Prigonrieux, Razac-sur-l'Isle, Saint-Léon-sur-l'Isle, Thiviers et Trélissac. Des affrontements triangulaires se déroulent dans neuf autres communes : Château-l'Évêque, Lalinde, Le Bugue, Neuvic, Nontron, Ribérac, Saint-Astier, Sanilhac et Terrasson-Lavilledieu. Deux listes s'affrontent à Coulounieix-Chamiers et Sarlat-la-Canéda. Les trois communes où s'affrontent le plus de listes sont Montpon-Ménestérol (cinq), Bergerac (six) et Périgueux (huit).

## Analyse

### Premier tour
Au premier tour, la totalité des conseillers municipaux et communautaires ont été élus sur 90 % des communes du département (456 sur 505). L'élection des maires et adjoints qui devait s'effectuer avant le 23 mars est reportée en raison de la pandémie de Covid-19. Les conseillers municipaux élus dès le premier tour entrent finalement en fonction le 18 mai 2020, tandis que les maires sont élus lors de la première réunion de chaque conseil municipal, prévue entre le 23 mai et le 28 mai.
Pour 30 communes du département, des élus ont déposé des recours contre la validité du vote du 15 mars et les conditions dans lesquelles il s'est tenu.
La totalité des conseillers municipaux et communautaires ont été élus pour les deux tiers des 34 communes les plus peuplées décrites ci-dessous, onze nécessitant un deuxième tour. Le taux d'abstention a été supérieur à 50 % sur treize communes, avec notamment 63,32 % à Lamonzie-Saint-Martin et 61,40 % à Bergerac. À l'inverse, les votants représentent 68,42 % à Thiviers, 64,48 % à Bassillac et Auberoche et 60,25 % à Eymet.

### Second tour
Le deuxième tour prévu initialement le 22 mars est reporté au 28 juin.
Parmi les 49 communes où un second tour est nécessaire, treize ont plus de 1 000 habitants et les oppositions s'y traduisent par quatre duels (Coulounieix-Chamiers, Nontron, Saint-Astier et Sanilhac), huit triangulaires (Le Bugue, Cubjac-Auvézère-Val d'Ans, Jumilhac-le-Grand, Montpon-Ménestérol, Neuvic, Périgueux, Ribérac et Sarlat-la-Canéda) et une quadrangulaire (Bergerac).

## Maires sortants et maires élus
Hormis les exceptions notables de Périgueux et Ribérac, la gauche échoue à reprendre les villes perdues lors du précédent scrutin au Bugue, au Buisson-de-Cadouin, à Mussidan, à Saint-Astier et surtout à Bergerac. Elle abandonne également Chancelade et Sanilhac à des candidats divers. Hormis ces quelques changements, le scrutin est marqué par une prime aux sortants.
| Commune                     | Population | Maire sortant            | Parti | Parti | Maire élu               | Parti | Parti |
| --------------------------- | ---------- | ------------------------ | ----- | ----- | ----------------------- | ----- | ----- |
| Bassillac et Auberoche      | 4 498      | Michel Beylot            |       | DVG   | Michel Beylot           |       | DVG   |
| Bergerac                    | 26 833     | Daniel Garrigue          |       | DVD   | Jonathan Prioleaud      |       | DVD   |
| Boulazac Isle Manoire       | 10 635     | Jacques Auzou            |       | PCF   | Jacques Auzou           |       | PCF   |
| Brantôme en Périgord        | 3 702      | Monique Ratinaud         |       | DVD   | Monique Ratinaud        |       | DVD   |
| Champcevinel                | 2 880      | Christian Lecomte        |       | PCF   | Christian Lecomte       |       | PCF   |
| Chancelade                  | 4 262      | Michel Testut            |       | PS    | Pascal Serre            |       | SE    |
| Château-l'Évêque            | 2 170      | Marie-Hélène Belombo     |       | DVD   | Alain Marty             |       | SE    |
| Coulounieix-Chamiers        | 7 703      | Jean-Pierre Roussarie    |       | DVG   | Thierry Cipierre        |       | UDI   |
| Coursac                     | 2 149      | Pascal Protano           |       | DVD   | Pascal Protano          |       | DVD   |
| Eymet                       | 2 630      | Jérôme Bétaille          |       | DVG   | Jérôme Bétaille         |       | DVG   |
| La Force                    | 2 674      | Armand Zaccaron          |       | PCF   | Serge Pradier           |       | SE    |
| La Roche-Chalais            | 2 999      | Jacques Menut            |       | SE    | Jean-Michel Sautreau    |       | SE    |
| Lalinde                     | 2 794      | Christian Bourrier       |       | DVG   | Jérôme Boullet          |       | SE    |
| Lamonzie-Saint-Martin       | 2 532      | Thierry Auroy-Peytou     |       | DVD   | Thierry Auroy-Peytou    |       | DVD   |
| Le Bugue                    | 2 587      | Jean Montoriol           |       | LR    | Serge Léonidas          |       | SE    |
| Mareuil en Périgord         | 2 342      | Alain Ouiste             |       | SE    | Alain Ouiste            |       | SE    |
| Marsac-sur-l'Isle           | 3 104      | Alain Chastenet          |       | DVG   | Yannick Bidaud          |       | SE    |
| Montignac                   | 2 770      | Laurent Mathieu          |       | LR    | Laurent Mathieu         |       | LR    |
| Montpon-Ménestérol          | 5 498      | Jean-Paul Lotterie       |       | PS    | Rozenn Rouiller         |       | DVG   |
| Mussidan                    | 2 710      | Stéphane Triquart        |       | DVD   | Stéphane Triquart       |       | DVD   |
| Neuvic                      | 3 589      | François Roussel         |       | LR    | François Roussel        |       | LR    |
| Nontron                     | 3 050      | Pascal Bourdeau          |       | PS    | Nadine Herman-Bancaud   |       | SE    |
| Périgueux                   | 29 966     | Antoine Audi             |       | LR    | Delphine Labails        |       | PS    |
| Port-Sainte-Foy-et-Ponchapt | 2 498      | Jacques Reix             |       | SE    | Jacques Reix            |       | SE    |
| Prigonrieux                 | 4 157      | Jean-Paul Rochoir        |       | PS    | Olivier Dupuy           |       | SE    |
| Razac-sur-l'Isle            | 2 395      | Bernadette Paul          |       | PS    | Jean Parvaud            |       | SE    |
| Ribérac                     | 3 861      | Patrice Favard           |       | DVD   | Nicolas Platon          |       | PS    |
| Saint-Astier                | 5 492      | Élisabeth Marty          |       | DVD   | Élisabeth Marty         |       | DVD   |
| Saint-Léon-sur-l'Isle       | 2 027      | Jean-Luc Laforce         |       | PCF   | Gérard Saurin           |       | PCF   |
| Sanilhac                    | 4 548      | Jean-François Larenaudie |       | DVG   | Jean-Louis Amelin       |       | SE    |
| Sarlat-la-Canéda            | 8 869      | Jean-Jacques de Peretti  |       | SE    | Jean-Jacques de Peretti |       | SE    |
| Terrasson-Lavilledieu       | 6 202      | Pierre Delmon            |       | LR    | Jean Bousquet           |       | DVD   |
| Thiviers                    | 2 877      | Pierre-Yves Couturier    |       | SE    | Isabelle Hyvoz          |       | SE    |
| Trélissac                   | 6 658      | Francis Colbac           |       | PCF   | Francis Colbac          |       | PCF   |

### Résultats en nombre de maires
| Partis       | Partis                    | Maires sortants | Maires élus | Évolution |
| ------------ | ------------------------- | --------------- | ----------- | --------- |
|              | Parti socialiste          | 5               | 2           |           |
|              | Parti communiste français | 5               | 4           |           |
|              | Divers gauche             | 7               | 3           |           |
| Total gauche | Total gauche              | 16              | 9           | - 7       |
|              | LR                        | 5               | 2           |           |
|              | Divers droite             | 8               | 7           |           |
|              | UDI                       | 0               | 1           |           |
| Total droite | Total droite              | 13              | 10          | - 3       |
|              | Sans étiquette            | 5               | 15          | + 10      |
| Total        | Total                     | 34              | 34          |           |

## Résultats dans les communes de plus de2 000 habitants

### Bassillac et Auberoche (commune nouvelle)
- Maire sortant : Michel Beylot (DVG)
- 29 sièges à pourvoir au conseil municipal (population légale 2017 : 4 498 habitants)
- 3 sièges à pourvoir[44] au conseil communautaire (CA Le Grand Périgueux)

|                          | Michel Beylot            | DVC                      | 1 119 | 51,02 | 22 | 2 |  |  |
|                          | Stéphane Mottier         | UG                       | 1 074 | 48,97 | 7  | 1 |  |  |
|                          |                          |                          |       |       |    |   |  |  |
| Suffrages exprimés       | Suffrages exprimés       | Suffrages exprimés       | 2 193 | 95,26 |    |   |  |  |
| Votes blancs             | Votes blancs             | Votes blancs             | 51    | 2,22  |    |   |  |  |
| Votes nuls               | Votes nuls               | Votes nuls               | 58    | 2,52  |    |   |  |  |
| Total                    | Total                    | Total                    | 2 302 | 100   | 29 | 3 |  |  |
| Abstention               | Abstention               | Abstention               | 1 268 | 35,52 |    |   |  |  |
| Inscrits / participation | Inscrits / participation | Inscrits / participation | 3 570 | 64,48 |    |   |  |  |

### Bergerac
- Maire sortant : Daniel Garrigue (DVD)
- 35 sièges à pourvoir au conseil municipal (population légale 2017 : 27 687 habitants)
- 30 sièges à pourvoir[46] au conseil communautaire (CA bergeracoise)

| Tête de liste            | Tête de liste            | Liste                    | Premier tour | Premier tour | Second tour | Second tour | Sièges | Sièges |
| Tête de liste            | Tête de liste            | Liste                    | Voix         | %            | Voix        | %           | CM     | CC     |
| ------------------------ | ------------------------ | ------------------------ | ------------ | ------------ | ----------- | ----------- | ------ | ------ |
|                          | Jonathan Prioleaud       | LR *                     | 1 947        | 25,85        | 2 997       | 39,06       | 25     | 21     |
|                          | Fabien Ruet              | PS-LREM                  | 1 863        | 24,74        | 2 660       | 34,67       | 6      | 6      |
|                          | Hélène Gauthier          | DVG                      | 821          | 10,90        | 2 660       | 34,67       | 6      | 6      |
|                          | Adib Benfeddoul          | DVD *                    | 806          | 10,70        | 2 660       | 34,67       | 6      | 6      |
|                          | Julie Tejerizo           | EÉLV-PCF-FI              | 1 118        | 14,84        | 1 186       | 15,45       | 2      | 2      |
|                          | Robert Dubois            | RN                       | 975          | 12,94        | 829         | 10,80       | 2      | 1      |
|                          |                          |                          |              |              |             |             |        |        |
| Suffrages exprimés       | Suffrages exprimés       | Suffrages exprimés       | 7 530        | 96,51        | 7 672       | 97,03       |        |        |
| Votes blancs             | Votes blancs             | Votes blancs             | 90           | 1,15         | 100         | 1,26        |        |        |
| Votes nuls               | Votes nuls               | Votes nuls               | 182          | 2,33         | 135         | 1,71        |        |        |
| Total                    | Total                    | Total                    | 7 802        | 100          | 7 907       | 100         | 35     | 30     |
| Abstention               | Abstention               | Abstention               | 12 412       | 61,40        | 12 273      | 60,82       |        |        |
| Inscrits / participation | Inscrits / participation | Inscrits / participation | 20 214       | 38,60        | 20 180      | 39,18       |        |        |

### Boulazac Isle Manoire (commune nouvelle)
- Maire sortant : Jacques Auzou (PCF)
- 35 sièges à pourvoir au conseil municipal (population légale 2017 : 10 635 habitants)
- 7 sièges à pourvoir[44] au conseil communautaire (CA Le Grand Périgueux)

|                          | Jacques Auzou            | PCF                      | 2 432 | 61,05 | 28 | 6 |  |  |
|                          | Jérémy Pierre-Nadal      | PS                       | 1 551 | 38,94 | 7  | 1 |  |  |
|                          |                          |                          |       |       |    |   |  |  |
| Suffrages exprimés       | Suffrages exprimés       | Suffrages exprimés       | 3 983 | 96,35 |    |   |  |  |
| Votes blancs             | Votes blancs             | Votes blancs             | 63    | 1,52  |    |   |  |  |
| Votes nuls               | Votes nuls               | Votes nuls               | 88    | 2,13  |    |   |  |  |
| Total                    | Total                    | Total                    | 4 134 | 100   | 35 | 7 |  |  |
| Abstention               | Abstention               | Abstention               | 4 039 | 49,42 |    |   |  |  |
| Inscrits / participation | Inscrits / participation | Inscrits / participation | 8 173 | 50,58 |    |   |  |  |

### Brantôme en Périgord (commune nouvelle)
- Maire sortant : Monique Ratinaud (DVD)
- 31 sièges à pourvoir au conseil municipal (population légale 2017 : 3 702 habitants)
- 10 sièges à pourvoir[50] au conseil communautaire (CC Dronne et Belle)

|                          | Monique Ratinaud         | DVC                      | 957   | 59,66 | 25 | 8  |  |  |
|                          | Frédéric Vilhès          | DVG                      | 647   | 40,33 | 6  | 2  |  |  |
|                          |                          |                          |       |       |    |    |  |  |
| Suffrages exprimés       | Suffrages exprimés       | Suffrages exprimés       | 1 604 | 94,02 |    |    |  |  |
| Votes blancs             | Votes blancs             | Votes blancs             | 34    | 1,99  |    |    |  |  |
| Votes nuls               | Votes nuls               | Votes nuls               | 68    | 3,99  |    |    |  |  |
| Total                    | Total                    | Total                    | 1 706 | 100   | 31 | 10 |  |  |
| Abstention               | Abstention               | Abstention               | 1 185 | 40,99 |    |    |  |  |
| Inscrits / participation | Inscrits / participation | Inscrits / participation | 2 891 | 59,01 |    |    |  |  |

### Champcevinel
- Maire sortant : Christian Lecomte (PCF)
- 23 sièges à pourvoir au conseil municipal (population légale 2017 : 2 880 habitants)
- 2 sièges à pourvoir[44] au conseil communautaire (CA Le Grand Périgueux)

|                          | Christian Lecomte        | PCF                      | 770   | 68,20 | 20 | 2 |  |  |
|                          | Agnès Valet-Narjou       |                          | 359   | 31,79 | 3  | 0 |  |  |
|                          |                          |                          |       |       |    |   |  |  |
| Suffrages exprimés       | Suffrages exprimés       | Suffrages exprimés       | 1 129 | 96,17 |    |   |  |  |
| Votes blancs             | Votes blancs             | Votes blancs             | 17    | 1,45  |    |   |  |  |
| Votes nuls               | Votes nuls               | Votes nuls               | 28    | 2,39  |    |   |  |  |
| Total                    | Total                    | Total                    | 1 174 | 100   | 23 | 2 |  |  |
| Abstention               | Abstention               | Abstention               | 1 109 | 48,58 |    |   |  |  |
| Inscrits / participation | Inscrits / participation | Inscrits / participation | 2 283 | 51,42 |    |   |  |  |

### Chancelade
- Maire sortant : Michel Testut (PS)
- 27 sièges à pourvoir au conseil municipal (population légale 2017 : 4 262 habitants)
- 2 sièges à pourvoir[44] au conseil communautaire (CA Le Grand Périgueux)

|                          | Pascal Serre             | DIV                      | 787   | 53,75 | 21 | 2 |  |  |
|                          | Dominique Bourgoin       | UG                       | 677   | 46,24 | 6  | 0 |  |  |
|                          |                          |                          |       |       |    |   |  |  |
| Suffrages exprimés       | Suffrages exprimés       | Suffrages exprimés       | 1 464 | 93,49 |    |   |  |  |
| Votes blancs             | Votes blancs             | Votes blancs             | 32    | 2,04  |    |   |  |  |
| Votes nuls               | Votes nuls               | Votes nuls               | 70    | 4,47  |    |   |  |  |
| Total                    | Total                    | Total                    | 1 566 | 100   | 27 | 2 |  |  |
| Abstention               | Abstention               | Abstention               | 2 020 | 56,33 |    |   |  |  |
| Inscrits / participation | Inscrits / participation | Inscrits / participation | 3 586 | 43,67 |    |   |  |  |

### Château-l'Évêque
- Maire sortant : Marie-Hélène Bemlombo (DVD)
- 19 sièges à pourvoir au conseil municipal (population légale 2017 : 2 170 habitants)
- 1 siège à pourvoir[44] au conseil communautaire (CA Le Grand Périgueux)

|                          | Alain Marty              |                          | 672   | 68,92 | 17 | 1 |  |  |
|                          | Michel Tomas             |                          | 177   | 18,15 | 1  | 0 |  |  |
|                          | Joëlle Cypryk-Duverneuil |                          | 126   | 12,92 | 1  | 0 |  |  |
|                          |                          |                          |       |       |    |   |  |  |
| Suffrages exprimés       | Suffrages exprimés       | Suffrages exprimés       | 975   | 97,21 |    |   |  |  |
| Votes blancs             | Votes blancs             | Votes blancs             | 4     | 0,40  |    |   |  |  |
| Votes nuls               | Votes nuls               | Votes nuls               | 24    | 2,39  |    |   |  |  |
| Total                    | Total                    | Total                    | 1 003 | 100   | 19 | 1 |  |  |
| Abstention               | Abstention               | Abstention               | 709   | 41,41 |    |   |  |  |
| Inscrits / participation | Inscrits / participation | Inscrits / participation | 1 712 | 58,59 |    |   |  |  |

### Coulounieix-Chamiers
- Maire sortant : Jean-Pierre Roussarie (DVG)
- 29 sièges à pourvoir au conseil municipal (population légale 2017 : 7 703 habitants)
- 5 sièges à pourvoir[44] au conseil communautaire (CA Le Grand Périgueux)

| Tête de liste            | Tête de liste            | Liste                    | Premier tour | Premier tour | Second tour | Second tour | Sièges | Sièges |
| Tête de liste            | Tête de liste            | Liste                    | Voix         | %            | Voix        | %           | CM     | CC     |
| ------------------------ | ------------------------ | ------------------------ | ------------ | ------------ | ----------- | ----------- | ------ | ------ |
|                          | Thierry Cipierre         | DVC                      | 790          | 31,10        | 1 588       | 57,91       | 23     | 4      |
|                          | Yves Schricke            | DVD                      | 505          | 19,88        | 1 588       | 57,91       | 23     | 4      |
|                          | Vincent Belloteau        | UG                       | 844          | 33,22        | 1 154       | 42,08       | 6      | 1      |
|                          | Mireille Bordes          | PS                       | 401          | 15,78        | 1 154       | 42,08       | 6      | 1      |
|                          |                          |                          |              |              |             |             |        |        |
| Suffrages exprimés       | Suffrages exprimés       | Suffrages exprimés       | 2 540        | 95,49        | 2 742       | 94,19       |        |        |
| Votes blancs             | Votes blancs             | Votes blancs             | 42           | 1,58         | 61          | 2,10        |        |        |
| Votes nuls               | Votes nuls               | Votes nuls               | 78           | 2,93         | 108         | 3,71        |        |        |
| Total                    | Total                    | Total                    | 2 660        | 100          | 2 911       | 100         | 29     | 5      |
| Abstention               | Abstention               | Abstention               | 3 373        | 55,91        | 3 114       | 51,68       |        |        |
| Inscrits / participation | Inscrits / participation | Inscrits / participation | 6 033        | 44,09        | 6 025       | 48,32       |        |        |

### Coursac
- Maire sortant : Pascal Protano  (DVD)
- 19 sièges à pourvoir au conseil municipal (population légale 2017 : 2 149 habitants)
- 1 siège à pourvoir[44] au conseil communautaire (CA Le Grand Périgueux)

|                          | Pascal Protano           |                          | 718   | 100,00 | 19 | 1 |  |  |
|                          |                          |                          |       |        |    |   |  |  |
| Suffrages exprimés       | Suffrages exprimés       | Suffrages exprimés       | 718   | 89,64  |    |   |  |  |
| Votes blancs             | Votes blancs             | Votes blancs             | 34    | 4,24   |    |   |  |  |
| Votes nuls               | Votes nuls               | Votes nuls               | 49    | 6,12   |    |   |  |  |
| Total                    | Total                    | Total                    | 801   | 100    | 19 | 1 |  |  |
| Abstention               | Abstention               | Abstention               | 885   | 52,49  |    |   |  |  |
| Inscrits / participation | Inscrits / participation | Inscrits / participation | 1 686 | 47,51  |    |   |  |  |

### Eymet
- Maire sortant : Jérôme Bétaille (DVG)
- 23 sièges à pourvoir au conseil municipal (population légale 2017 : 2 630 habitants)
- 12 sièges à pourvoir[58] au conseil communautaire (CC des Portes Sud Périgord)

|                          | Jérôme Bétaille          |                          | 548   | 53,99 | 18 | 9  |  |  |
|                          | Maurice Bardet           |                          | 467   | 46,00 | 5  | 3  |  |  |
|                          |                          |                          |       |       |    |    |  |  |
| Suffrages exprimés       | Suffrages exprimés       | Suffrages exprimés       | 1 015 | 95,13 |    |    |  |  |
| Votes blancs             | Votes blancs             | Votes blancs             | 14    | 1,31  |    |    |  |  |
| Votes nuls               | Votes nuls               | Votes nuls               | 38    | 3,56  |    |    |  |  |
| Total                    | Total                    | Total                    | 1 067 | 100   | 23 | 12 |  |  |
| Abstention               | Abstention               | Abstention               | 704   | 39,75 |    |    |  |  |
| Inscrits / participation | Inscrits / participation | Inscrits / participation | 1 771 | 60,25 |    |    |  |  |

### La Force
- Maire sortant : Armand Zaccaron (PCF)
- 23 sièges à pourvoir au conseil municipal (population légale 2017 : 2 674 habitants)
- 2 sièges à pourvoir[46] au conseil communautaire (CA bergeracoise)

|                          | Serge Pradier            |                          | 518   | 57,81 | 18 | 2 |  |  |
|                          | Jean Pierre Fonvieille   |                          | 378   | 42,18 | 5  | 0 |  |  |
|                          |                          |                          |       |       |    |   |  |  |
| Suffrages exprimés       | Suffrages exprimés       | Suffrages exprimés       | 896   | 95,02 |    |   |  |  |
| Votes blancs             | Votes blancs             | Votes blancs             | 16    | 1,70  |    |   |  |  |
| Votes nuls               | Votes nuls               | Votes nuls               | 31    | 3,29  |    |   |  |  |
| Total                    | Total                    | Total                    | 943   | 100   | 23 | 2 |  |  |
| Abstention               | Abstention               | Abstention               | 994   | 51,32 |    |   |  |  |
| Inscrits / participation | Inscrits / participation | Inscrits / participation | 1 937 | 48,68 |    |   |  |  |

### La Roche-Chalais
- Maire sortant : Jacques Menut (SE)
- 23 sièges à pourvoir au conseil municipal (population légale 2017 : 2 999 habitants)
- 11 sièges à pourvoir[61] au conseil communautaire (CC du Pays de Saint-Aulaye)

|                          | Jean-Michel Sautreau     |                          | 596   | 56,87 | 18 | 9  |  |  |
|                          | Jacques Delavie          |                          | 452   | 43,12 | 5  | 2  |  |  |
|                          |                          |                          |       |       |    |    |  |  |
| Suffrages exprimés       | Suffrages exprimés       | Suffrages exprimés       | 1 048 | 92,74 |    |    |  |  |
| Votes blancs             | Votes blancs             | Votes blancs             | 28    | 2,48  |    |    |  |  |
| Votes nuls               | Votes nuls               | Votes nuls               | 54    | 4,78  |    |    |  |  |
| Total                    | Total                    | Total                    | 1 130 | 100   | 23 | 11 |  |  |
| Abstention               | Abstention               | Abstention               | 909   | 44,58 |    |    |  |  |
| Inscrits / participation | Inscrits / participation | Inscrits / participation | 2 039 | 55,42 |    |    |  |  |

### Lalinde
- Maire sortant : Christian Bourrier (DVG)
- 23 sièges à pourvoir au conseil municipal (population légale 2017 : 2 794 habitants)
- 8 sièges à pourvoir[63] au conseil communautaire (CC des Bastides Dordogne-Périgord)

|                          | Jérôme Boullet           |                          | 726   | 50,98 | 18 | 6 |  |  |
|                          | Christine Vergez         |                          | 357   | 25,07 | 3  | 1 |  |  |
|                          | Christian Bourrier       |                          | 341   | 23,94 | 2  | 1 |  |  |
|                          |                          |                          |       |       |    |   |  |  |
| Suffrages exprimés       | Suffrages exprimés       | Suffrages exprimés       | 1 424 | 97,07 |    |   |  |  |
| Votes blancs             | Votes blancs             | Votes blancs             | 12    | 0,82  |    |   |  |  |
| Votes nuls               | Votes nuls               | Votes nuls               | 31    | 2,11  |    |   |  |  |
| Total                    | Total                    | Total                    | 1 467 | 100   | 23 | 8 |  |  |
| Abstention               | Abstention               | Abstention               | 1 043 | 41,55 |    |   |  |  |
| Inscrits / participation | Inscrits / participation | Inscrits / participation | 2 510 | 58,45 |    |   |  |  |

### Lamonzie-Saint-Martin
- Maire sortant : Thierry Auroy-Peytou (DVD)
- 23 sièges à pourvoir au conseil municipal (population légale 2017 : 2 532 habitants)
- 2 sièges à pourvoir[46] au conseil communautaire (CA bergeracoise)

|                          | Thierry Auroy-Peytou     |                          | 650   | 100,00 | 23 | 2 |  |  |
|                          |                          |                          |       |        |    |   |  |  |
| Suffrages exprimés       | Suffrages exprimés       | Suffrages exprimés       | 650   | 90,28  |    |   |  |  |
| Votes blancs             | Votes blancs             | Votes blancs             | 27    | 3,75   |    |   |  |  |
| Votes nuls               | Votes nuls               | Votes nuls               | 43    | 5,97   |    |   |  |  |
| Total                    | Total                    | Total                    | 720   | 100    | 23 | 2 |  |  |
| Abstention               | Abstention               | Abstention               | 1 243 | 63,32  |    |   |  |  |
| Inscrits / participation | Inscrits / participation | Inscrits / participation | 1 963 | 36,68  |    |   |  |  |

### Le Bugue
- Maire sortant : Jean Montoriol (LR)
- 23 sièges à pourvoir au conseil municipal (population légale 2017 : 2 587 habitants)
- 7 sièges à pourvoir[66] au conseil communautaire (CC de la Vallée de l'Homme)

| Tête de liste            | Tête de liste            | Liste                    | Premier tour | Premier tour | Second tour | Second tour | Sièges | Sièges |
| Tête de liste            | Tête de liste            | Liste                    | Voix         | %            | Voix        | %           | CM     | CC     |
| ------------------------ | ------------------------ | ------------------------ | ------------ | ------------ | ----------- | ----------- | ------ | ------ |
|                          | Serge Leonidas           |                          | 488          | 43,68        | 605         | 48,43       | 18     | 6      |
|                          | Bernard Crouzet          |                          | 325          | 29,09        | 368         | 29,46       | 3      | 1      |
|                          | Annie Fievet             |                          | 304          | 27,21        | 276         | 22,09       | 2      | 0      |
|                          |                          |                          |              |              |             |             |        |        |
| Suffrages exprimés       | Suffrages exprimés       | Suffrages exprimés       | 1 117        | 95,55        | 1 249       | 97,58       |        |        |
| Votes blancs             | Votes blancs             | Votes blancs             | 21           | 1,80         | 11          | 0,86        |        |        |
| Votes nuls               | Votes nuls               | Votes nuls               | 31           | 2,65         | 20          | 1,56        |        |        |
| Total                    | Total                    | Total                    | 1 169        | 100          | 1 280       | 100         | 23     | 7      |
| Abstention               | Abstention               | Abstention               | 809          | 40,90        | 697         | 35,26       |        |        |
| Inscrits / participation | Inscrits / participation | Inscrits / participation | 1 978        | 59,10        | 1 977       | 64,74       |        |        |

### Mareuil en Périgord (commune nouvelle)
- Maire sortant : Alain Ouiste  (SE)
- 33 sièges à pourvoir au conseil municipal (population légale 2017 : 2 342 habitants)
- 6 sièges à pourvoir[50] au conseil communautaire (CC Dronne et Belle)

|                          | Alain Ouiste             |                          | 630   | 100,00 | 33 | 6 |  |  |
|                          |                          |                          |       |        |    |   |  |  |
| Suffrages exprimés       | Suffrages exprimés       | Suffrages exprimés       | 630   | 72,75  |    |   |  |  |
| Votes blancs             | Votes blancs             | Votes blancs             | 35    | 4,04   |    |   |  |  |
| Votes nuls               | Votes nuls               | Votes nuls               | 201   | 23,21  |    |   |  |  |
| Total                    | Total                    | Total                    | 866   | 100    | 33 | 6 |  |  |
| Abstention               | Abstention               | Abstention               | 908   | 51,18  |    |   |  |  |
| Inscrits / participation | Inscrits / participation | Inscrits / participation | 1 774 | 48,82  |    |   |  |  |

### Marsac-sur-l'Isle
- Maire sortant : Alain Chastenet
- 23 sièges à pourvoir au conseil municipal (population légale 2017 : 3 104 habitants)
- 2 sièges à pourvoir[44] au conseil communautaire (CA Le Grand Périgueux)

|                          | Yannick Bidaud           |                          | 579   | 53,71 | 18 | 2 |  |  |
|                          | Cécile Blay              |                          | 499   | 46,28 | 5  | 0 |  |  |
|                          |                          |                          |       |       |    |   |  |  |
| Suffrages exprimés       | Suffrages exprimés       | Suffrages exprimés       | 1 078 | 95,82 |    |   |  |  |
| Votes blancs             | Votes blancs             | Votes blancs             | 27    | 2,40  |    |   |  |  |
| Votes nuls               | Votes nuls               | Votes nuls               | 20    | 1,78  |    |   |  |  |
| Total                    | Total                    | Total                    | 1 125 | 100   | 23 | 2 |  |  |
| Abstention               | Abstention               | Abstention               | 1 264 | 52,91 |    |   |  |  |
| Inscrits / participation | Inscrits / participation | Inscrits / participation | 2 389 | 47,09 |    |   |  |  |

### Montignac-Lascaux
- Maire sortant : Laurent Mathieu (LR)
- 23 sièges à pourvoir au conseil municipal (population légale 2017 : 2 770 habitants)
- 8 sièges à pourvoir[66] au conseil communautaire (CC de la Vallée de l'Homme)

|                          | Laurent Mathieu          |                          | 830   | 67,31 | 20 | 7 |  |  |
|                          | Nathalie Fontaliran      |                          | 403   | 32,68 | 3  | 1 |  |  |
|                          |                          |                          |       |       |    |   |  |  |
| Suffrages exprimés       | Suffrages exprimés       | Suffrages exprimés       | 1 233 | 93,34 |    |   |  |  |
| Votes blancs             | Votes blancs             | Votes blancs             | 36    | 2,73  |    |   |  |  |
| Votes nuls               | Votes nuls               | Votes nuls               | 52    | 3,94  |    |   |  |  |
| Total                    | Total                    | Total                    | 1 321 | 100   | 23 | 8 |  |  |
| Abstention               | Abstention               | Abstention               | 1 060 | 44,52 |    |   |  |  |
| Inscrits / participation | Inscrits / participation | Inscrits / participation | 2 381 | 55,48 |    |   |  |  |

### Montpon-Ménestérol
- Maire sortant : Jean-Paul Lotterie (PS)
- 29 sièges à pourvoir au conseil municipal (population légale 2017 : 5 498 habitants)
- 13 sièges à pourvoir[71] au conseil communautaire (CC Isle Double Landais)

| Tête de liste            | Tête de liste            | Liste                    | Premier tour | Premier tour | Second tour | Second tour | Sièges | Sièges |
| Tête de liste            | Tête de liste            | Liste                    | Voix         | %            | Voix        | %           | CM     | CC     |
| ------------------------ | ------------------------ | ------------------------ | ------------ | ------------ | ----------- | ----------- | ------ | ------ |
|                          | Rozenn Rouiller          | DVG                      | 704          | 31,04        | 922         | 37,51       | 20     | 9      |
|                          | Franck Salat             | DVC                      | 635          | 27,99        | 838         | 34,09       | 5      | 2      |
|                          | Corinne Gimenez          | DVD                      | 530          | 23,36        | 698         | 28,39       | 4      | 2      |
|                          | Jean-Luc Lepachelet      | Divers                   | 334          | 14,72        | Retrait     | Retrait     | 0      | 0      |
|                          | Jeanine Dumas            | Divers                   | 65           | 2,86         |             |             | 0      | 0      |
|                          |                          |                          |              |              |             |             |        |        |
| Suffrages exprimés       | Suffrages exprimés       | Suffrages exprimés       | 2 268        | 96,26        | 2 458       | 96,05       |        |        |
| Votes blancs             | Votes blancs             | Votes blancs             | 31           | 1,32         | 39          | 1,52        |        |        |
| Votes nuls               | Votes nuls               | Votes nuls               | 57           | 2,42         | 62          | 2,42        |        |        |
| Total                    | Total                    | Total                    | 2 356        | 100          | 2 559       | 100         | 29     | 13     |
| Abstention               | Abstention               | Abstention               | 1 908        | 44,75        | 1 698       | 39,89       |        |        |
| Inscrits / participation | Inscrits / participation | Inscrits / participation | 4 264        | 55,25        | 4 257       | 60,11       |        |        |

### Mussidan
- Maire sortant : Stéphane Triquart (DVD)
- 23 sièges à pourvoir au conseil municipal (population légale 2017 : 2 710 habitants)
- 8 sièges à pourvoir[74] au conseil communautaire (CC Isle et Crempse en Périgord)

|                          | Stéphane Triquart        |                          | 526   | 55,02 | 18 | 6 |  |  |
|                          | Gilles Denesle           |                          | 430   | 44,97 | 5  | 2 |  |  |
|                          |                          |                          |       |       |    |   |  |  |
| Suffrages exprimés       | Suffrages exprimés       | Suffrages exprimés       | 956   | 94,84 |    |   |  |  |
| Votes blancs             | Votes blancs             | Votes blancs             | 9     | 0,89  |    |   |  |  |
| Votes nuls               | Votes nuls               | Votes nuls               | 43    | 4,27  |    |   |  |  |
| Total                    | Total                    | Total                    | 1 008 | 100   | 23 | 8 |  |  |
| Abstention               | Abstention               | Abstention               | 1 103 | 52,25 |    |   |  |  |
| Inscrits / participation | Inscrits / participation | Inscrits / participation | 2 111 | 47,75 |    |   |  |  |

### Neuvic
- Maire sortant : François Roussel (LR)
- 27 sièges à pourvoir au conseil municipal (population légale 2017 : 3 589 habitants)
- 6 sièges à pourvoir[76] au conseil communautaire (CC Isle, Vern, Salembre en Périgord)

| Tête de liste            | Tête de liste            | Liste                    | Premier tour | Premier tour | Second tour | Second tour | Sièges | Sièges |
| Tête de liste            | Tête de liste            | Liste                    | Voix         | %            | Voix        | %           | CM     | CC     |
| ------------------------ | ------------------------ | ------------------------ | ------------ | ------------ | ----------- | ----------- | ------ | ------ |
|                          | François Roussel         | DVD                      | 671          | 48,44        | 730         | 49,29       | 21     | 5      |
|                          | Serge Faure              | Divers                   | 417          | 30,10        | 497         | 33,55       | 4      | 1      |
|                          | François Lahonta         | DVG                      | 297          | 21,44        | 254         | 17,15       | 2      | 0      |
|                          |                          |                          |              |              |             |             |        |        |
| Suffrages exprimés       | Suffrages exprimés       | Suffrages exprimés       | 1 385        | 97,19        | 1 481       | 97,18       |        |        |
| Votes blancs             | Votes blancs             | Votes blancs             | 10           | 0,70         | 16          | 1,05        |        |        |
| Votes nuls               | Votes nuls               | Votes nuls               | 30           | 2,11         | 27          | 1,77        |        |        |
| Total                    | Total                    | Total                    | 1 425        | 100          | 1 524       | 100         | 27     | 6      |
| Abstention               | Abstention               | Abstention               | 1 008        | 41,43        | 906         | 37,28       |        |        |
| Inscrits / participation | Inscrits / participation | Inscrits / participation | 2 433        | 58,57        | 2 430       | 62,72       |        |        |

### Nontron
- Maire sortant : Pascal Bourdeau (PS)
- 23 sièges à pourvoir au conseil municipal (population légale 2017 : 3 050 habitants)
- 7 sièges à pourvoir[78] au conseil communautaire (CC du Périgord Nontronnais)

| Tête de liste            | Tête de liste            | Liste                    | Premier tour | Premier tour | Second tour | Second tour | Sièges | Sièges |
| Tête de liste            | Tête de liste            | Liste                    | Voix         | %            | Voix        | %           | CM     | CC     |
| ------------------------ | ------------------------ | ------------------------ | ------------ | ------------ | ----------- | ----------- | ------ | ------ |
|                          | Nadine Herman-Bancaud    | DIV                      | 535          | 47,93        | 641         | 59,73       | 19     | 6      |
|                          | Daniel Jardri            | DIV                      | 325          | 29,12        | 432         | 40,26       | 4      | 1      |
|                          | Martial Candel           | DVC                      | 256          | 22,93        | Retrait     | Retrait     | 0      | 0      |
|                          |                          |                          |              |              |             |             |        |        |
| Suffrages exprimés       | Suffrages exprimés       | Suffrages exprimés       | 1 116        | 95,38        | 1 073       | 93,79       |        |        |
| Votes blancs             | Votes blancs             | Votes blancs             | 23           | 1,97         | 25          | 2,19        |        |        |
| Votes nuls               | Votes nuls               | Votes nuls               | 31           | 2,65         | 46          | 4,02        |        |        |
| Total                    | Total                    | Total                    | 1 170        | 100          | 1 144       | 100         | 23     | 7      |
| Abstention               | Abstention               | Abstention               | 933          | 44,37        | 961         | 45,65       |        |        |
| Inscrits / participation | Inscrits / participation | Inscrits / participation | 2 103        | 55,63        | 2 105       | 54,35       |        |        |

### Périgueux
- Maire sortant : Antoine Audi (LR)
- 35 sièges à pourvoir au conseil municipal (population légale 2017 : 29 966 habitants)
- 21 sièges à pourvoir[44] au conseil communautaire (CA Le Grand Périgueux)

| Tête de liste            | Tête de liste            | Liste                    | Premier tour | Premier tour | Second tour | Second tour | Sièges | Sièges |
| Tête de liste            | Tête de liste            | Liste                    | Voix         | %            | Voix        | %           | CM     | CC     |
| ------------------------ | ------------------------ | ------------------------ | ------------ | ------------ | ----------- | ----------- | ------ | ------ |
|                          | Delphine Labails         | UG                       | 1 305        | 17,37        | 3 170       | 40,55       | 25     | 15     |
|                          | Hélène Reys              | DVG                      | 878          | 11,68        | 3 170       | 40,55       | 25     | 15     |
|                          | François Carême          | VEC                      | 552          | 7,34         | 3 170       | 40,55       | 25     | 15     |
|                          | Antoine Audi             | LR                       | 1 439        | 19,15        | 2 381       | 30,46       | 5      | 3      |
|                          | Patrick Palem            | DVC                      | 1 164        | 15,49        | 2 265       | 28,97       | 5      | 3      |
|                          | Michel Moyrand           | DVG                      | 1 032        | 13,73        | 2 265       | 28,97       | 5      | 3      |
|                          | Laurent Rouquié          | Divers                   | 676          | 9,00         | 2 265       | 28,97       | 5      | 3      |
|                          | Élisabeth Dartencet      | DVD                      | 465          | 6,19         | 2 265       | 28,97       | 5      | 3      |
|                          |                          |                          |              |              |             |             |        |        |
| Suffrages exprimés       | Suffrages exprimés       | Suffrages exprimés       | 7 511        | 96,87        | 7 816       | 96,78       |        |        |
| Votes blancs             | Votes blancs             | Votes blancs             | 102          | 1,32         | 129         | 1,60        |        |        |
| Votes nuls               | Votes nuls               | Votes nuls               | 141          | 1,82         | 131         | 1,62        |        |        |
| Total                    | Total                    | Total                    | 7 754        | 100          | 8 076       | 100         | 35     | 21     |
| Abstention               | Abstention               | Abstention               | 10 223       | 56,87        | 9 907       | 55,09       |        |        |
| Inscrits / participation | Inscrits / participation | Inscrits / participation | 17 977       | 43,13        | 17 983      | 44,91       |        |        |

### Port-Sainte-Foy-et-Ponchapt
- Maire sortant : Jacques Reix (SE)
- 19 sièges à pourvoir au conseil municipal (population légale 2017 : 2 498 habitants)
- 6 sièges à pourvoir au conseil communautaire (CC du Pays Foyen)

|                          | Jacques Reix             |                          | 591   | 100,00 | 19 | 6 |  |  |
|                          |                          |                          |       |        |    |   |  |  |
| Suffrages exprimés       | Suffrages exprimés       | Suffrages exprimés       | 591   | 84,67  |    |   |  |  |
| Votes blancs             | Votes blancs             | Votes blancs             | 37    | 5,30   |    |   |  |  |
| Votes nuls               | Votes nuls               | Votes nuls               | 70    | 10,03  |    |   |  |  |
| Total                    | Total                    | Total                    | 698   | 100    | 19 | 6 |  |  |
| Abstention               | Abstention               | Abstention               | 1 046 | 59,98  |    |   |  |  |
| Inscrits / participation | Inscrits / participation | Inscrits / participation | 1 744 | 40,02  |    |   |  |  |

### Prigonrieux
- Maire sortant : Jean-Paul Rochoir (PS)
- 27 sièges à pourvoir au conseil municipal (population légale 2017 : 4 157 habitants)
- 4 sièges à pourvoir[46] au conseil communautaire (CA bergeracoise)

|                          | Olivier Dupuy            | Divers                   | 927   | 59,80 | 22 | 3 |  |  |
|                          | Nathalie Trapy           | PS                       | 623   | 40,19 | 5  | 1 |  |  |
|                          |                          |                          |       |       |    |   |  |  |
| Suffrages exprimés       | Suffrages exprimés       | Suffrages exprimés       | 1 550 | 96,94 |    |   |  |  |
| Votes blancs             | Votes blancs             | Votes blancs             | 20    | 1,25  |    |   |  |  |
| Votes nuls               | Votes nuls               | Votes nuls               | 29    | 1,81  |    |   |  |  |
| Total                    | Total                    | Total                    | 1 599 | 100   | 27 | 4 |  |  |
| Abstention               | Abstention               | Abstention               | 1 747 | 52,21 |    |   |  |  |
| Inscrits / participation | Inscrits / participation | Inscrits / participation | 3 346 | 47,79 |    |   |  |  |

### Razac-sur-l'Isle
- Maire sortant : Bernadette Paul (PS)
- 19 sièges à pourvoir au conseil municipal (population légale 2017 : 2 395 habitants)
- 1 siège à pourvoir[44] au conseil communautaire (CA Le Grand Périgueux)

|                          | Jean Parvaud             |                          | 539   | 57,64 | 15 | 1 |  |  |
|                          | Manuel Dubois            |                          | 396   | 42,35 | 4  | 0 |  |  |
|                          |                          |                          |       |       |    |   |  |  |
| Suffrages exprimés       | Suffrages exprimés       | Suffrages exprimés       | 935   | 94,44 |    |   |  |  |
| Votes blancs             | Votes blancs             | Votes blancs             | 29    | 2,93  |    |   |  |  |
| Votes nuls               | Votes nuls               | Votes nuls               | 26    | 2,63  |    |   |  |  |
| Total                    | Total                    | Total                    | 990   | 100   | 19 | 1 |  |  |
| Abstention               | Abstention               | Abstention               | 864   | 46,60 |    |   |  |  |
| Inscrits / participation | Inscrits / participation | Inscrits / participation | 1 854 | 53,40 |    |   |  |  |

### Ribérac
- Maire sortant : Patrice Favard (DVD)
- 27 sièges à pourvoir au conseil municipal (population légale 2017 : 3 861 habitants)
- 10 sièges à pourvoir[86] au conseil communautaire (CC du Périgord Ribéracois)

| Tête de liste            | Tête de liste            | Liste                    | Premier tour | Premier tour | Second tour | Second tour | Sièges | Sièges |
| Tête de liste            | Tête de liste            | Liste                    | Voix         | %            | Voix        | %           | CM     | CC     |
| ------------------------ | ------------------------ | ------------------------ | ------------ | ------------ | ----------- | ----------- | ------ | ------ |
|                          | Nicolas Platon           | UG                       | 550          | 36,42        | 650         | 37,01       | 19     | 7      |
|                          | Patrice Favard           | DIV                      | 539          | 35,69        | 618         | 35,19       | 5      | 2      |
|                          | Philippe Chotard         | DVC                      | 421          | 27,88        | 488         | 27,79       | 3      | 1      |
|                          |                          |                          |              |              |             |             |        |        |
| Suffrages exprimés       | Suffrages exprimés       | Suffrages exprimés       | 1 510        | 96,86        | 1 756       | 98,32       |        |        |
| Votes blancs             | Votes blancs             | Votes blancs             | 28           | 1,80         | 15          | 0,84        |        |        |
| Votes nuls               | Votes nuls               | Votes nuls               | 21           | 1,35         | 15          | 0,84        |        |        |
| Total                    | Total                    | Total                    | 1 559        | 100          | 1 786       | 100         | 27     | 10     |
| Abstention               | Abstention               | Abstention               | 1 305        | 45,57        | 1 079       | 37,66       |        |        |
| Inscrits / participation | Inscrits / participation | Inscrits / participation | 2 864        | 54,43        | 2 865       | 62,34       |        |        |

### Saint-Astier
- Maire sortant : Élisabeth Marty (DVD)
- 29 sièges à pourvoir au conseil municipal (population légale 2017 : 5 492 habitants)
- 9 sièges à pourvoir[76] au conseil communautaire (CC Isle, Vern, Salembre en Périgord)

| Tête de liste            | Tête de liste            | Liste                    | Premier tour | Premier tour | Second tour | Second tour | Sièges | Sièges |
| Tête de liste            | Tête de liste            | Liste                    | Voix         | %            | Voix        | %           | CM     | CC     |
| ------------------------ | ------------------------ | ------------------------ | ------------ | ------------ | ----------- | ----------- | ------ | ------ |
|                          | Élisabeth Marty          | DVD                      | 1 079        | 47,55        | 1 228       | 50,34       | 22     | 7      |
|                          | Daniel Benoist           | PS                       | 939          | 41,38        | 1 211       | 49,65       | 7      | 2      |
|                          | Michel Queille           | DVG                      | 251          | 11,06        | Retrait     | Retrait     | 0      | 0      |
|                          |                          |                          |              |              |             |             |        |        |
| Suffrages exprimés       | Suffrages exprimés       | Suffrages exprimés       | 2 269        | 97,42        | 2 439       | 97,17       |        |        |
| Votes blancs             | Votes blancs             | Votes blancs             | 28           | 1,20         | 38          | 1,51        |        |        |
| Votes nuls               | Votes nuls               | Votes nuls               | 32           | 1,37         | 33          | 1,31        |        |        |
| Total                    | Total                    | Total                    | 2 329        | 100          | 2 510       | 100         | 29     | 9      |
| Abstention               | Abstention               | Abstention               | 1 813        | 43,77        | 1 632       | 39,40       |        |        |
| Inscrits / participation | Inscrits / participation | Inscrits / participation | 4 142        | 56,23        | 4 142       | 60,60       |        |        |

### Saint-Léon-sur-l'Isle
- Maire sortant : Jean-Luc Laforce (PCF)
- 19 sièges à pourvoir au conseil municipal (population légale 2017 : 2 027 habitants)
- 3 sièges à pourvoir[76] au conseil communautaire (CC Isle, Vern, Salembre en Périgord)

|                          | Gérard Saurin            |                          | 590   | 77,32 | 17 | 3 |  |  |
|                          | Gérard Quéval            |                          | 173   | 22,67 | 2  | 0 |  |  |
|                          |                          |                          |       |       |    |   |  |  |
| Suffrages exprimés       | Suffrages exprimés       | Suffrages exprimés       | 763   | 92,60 |    |   |  |  |
| Votes blancs             | Votes blancs             | Votes blancs             | 20    | 2,43  |    |   |  |  |
| Votes nuls               | Votes nuls               | Votes nuls               | 41    | 4,98  |    |   |  |  |
| Total                    | Total                    | Total                    | 824   | 100   | 19 | 3 |  |  |
| Abstention               | Abstention               | Abstention               | 698   | 45,86 |    |   |  |  |
| Inscrits / participation | Inscrits / participation | Inscrits / participation | 1 522 | 54,14 |    |   |  |  |

### Sanilhac (commune nouvelle)
- Maire sortant : Jean-François Larenaudie (DVG)
- 29 sièges à pourvoir au conseil municipal (population légale 2017 : 4 281 habitants)
- 3 sièges à pourvoir[44] au conseil communautaire (CA Le Grand Périgueux)

| Tête de liste            | Tête de liste             | Liste                    | Premier tour | Premier tour | Second tour | Second tour | Sièges | Sièges |
| Tête de liste            | Tête de liste             | Liste                    | Voix         | %            | Voix        | %           | CM     | CC     |
| ------------------------ | ------------------------- | ------------------------ | ------------ | ------------ | ----------- | ----------- | ------ | ------ |
|                          | Jean-Louis Amelin         | DIV                      | 920          | 46,81        | 1 236       | 57,43       | 23     | 2      |
|                          | Jean-François Larenaudie  | DVG                      | 706          | 35,92        | 916         | 42,56       | 6      | 1      |
|                          | Josette Dagneau-Charenton | Divers                   | 339          | 17,25        | Retrait     | Retrait     | 0      | 0      |
|                          |                           |                          |              |              |             |             |        |        |
| Suffrages exprimés       | Suffrages exprimés        | Suffrages exprimés       | 1 965        | 97,47        | 2 152       | 97,46       |        |        |
| Votes blancs             | Votes blancs              | Votes blancs             | 20           | 0,99         | 28          | 1,27        |        |        |
| Votes nuls               | Votes nuls                | Votes nuls               | 31           | 1,54         | 28          | 1,27        |        |        |
| Total                    | Total                     | Total                    | 2 016        | 100          | 2 208       | 100         | 29     | 3      |
| Abstention               | Abstention                | Abstention               | 1 643        | 44,90        | 1 463       | 39,85       |        |        |
| Inscrits / participation | Inscrits / participation  | Inscrits / participation | 3 659        | 55,10        | 3 671       | 60,15       |        |        |

### Sarlat-la-Canéda
- Maire sortant : Jean-Jacques de Peretti (SE)
- 29 sièges à pourvoir au conseil municipal (population légale 2017 : 8 869 habitants)
- 17 sièges à pourvoir[93] au conseil communautaire (CC Sarlat-Périgord noir)

| Tête de liste            | Tête de liste            | Liste                    | Premier tour | Premier tour | Second tour | Second tour | Sièges | Sièges |
| Tête de liste            | Tête de liste            | Liste                    | Voix         | %            | Voix        | %           | CM     | CC     |
| ------------------------ | ------------------------ | ------------------------ | ------------ | ------------ | ----------- | ----------- | ------ | ------ |
|                          | Jean-Jacques de Peretti  | DVC                      | 1 094        | 33,38        | 1 455       | 38,96       | 21     | 12     |
|                          | Basile Fanier            | DVD                      | 878          | 26,79        | 1 316       | 35,24       | 5      | 3      |
|                          | François Coq             | DVG                      | 838          | 25,57        | 963         | 25,79       | 3      | 2      |
|                          | Michel Kneblewski        | Divers                   | 467          | 14,25        | Retrait     | Retrait     | 0      | 0      |
|                          |                          |                          |              |              |             |             |        |        |
| Suffrages exprimés       | Suffrages exprimés       | Suffrages exprimés       | 3 277        | 96,98        | 3 734       | 97,54       |        |        |
| Votes blancs             | Votes blancs             | Votes blancs             | 36           | 1,07         | 41          | 1,07        |        |        |
| Votes nuls               | Votes nuls               | Votes nuls               | 66           | 1,95         | 53          | 1,38        |        |        |
| Total                    | Total                    | Total                    | 3 379        | 100          | 3 828       | 100         | 29     | 17     |
| Abstention               | Abstention               | Abstention               | 3 438        | 50,43        | 2 992       | 43,87       |        |        |
| Inscrits / participation | Inscrits / participation | Inscrits / participation | 6 817        | 49,57        | 6 820       | 56,13       |        |        |

### Terrasson-Lavilledieu
- Maire sortant : Pierre Delmon (LR)
- 29 sièges à pourvoir au conseil municipal (population légale 2017 : 6 202 habitants)
- 14 sièges à pourvoir[96] au conseil communautaire (CC Terrassonnais Haut Périgord Noir)

|                          | Jean Bousquet            | DVD                      | 1 456 | 63,66 | 24 | 12 |  |  |
|                          | Dominique Bousquet       | Divers                   | 463   | 20,24 | 3  | 1  |  |  |
|                          | Régine Anglard           | UG                       | 368   | 16,09 | 2  | 1  |  |  |
|                          |                          |                          |       |       |    |    |  |  |
| Suffrages exprimés       | Suffrages exprimés       | Suffrages exprimés       | 2 287 | 98,07 |    |    |  |  |
| Votes blancs             | Votes blancs             | Votes blancs             | 17    | 0,73  |    |    |  |  |
| Votes nuls               | Votes nuls               | Votes nuls               | 28    | 1,20  |    |    |  |  |
| Total                    | Total                    | Total                    | 2 332 | 100   | 29 | 14 |  |  |
| Abstention               | Abstention               | Abstention               | 1 962 | 45,69 |    |    |  |  |
| Inscrits / participation | Inscrits / participation | Inscrits / participation | 4 294 | 54,31 |    |    |  |  |

### Thiviers
- Maire sortant : Pierre-Yves Couturier (SE)
- 23 sièges à pourvoir au conseil municipal (population légale 2017 : 2 877 habitants)
- 9 sièges à pourvoir[98] au conseil communautaire (CC Périgord-Limousin)

|                          | Isabelle Hyvoz           |                          | 919   | 73,28 | 20 | 8 |  |  |
|                          | Pierre-Yves Couturier    |                          | 335   | 26,71 | 3  | 1 |  |  |
|                          |                          |                          |       |       |    |   |  |  |
| Suffrages exprimés       | Suffrages exprimés       | Suffrages exprimés       | 1 254 | 94,71 |    |   |  |  |
| Votes blancs             | Votes blancs             | Votes blancs             | 31    | 2,34  |    |   |  |  |
| Votes nuls               | Votes nuls               | Votes nuls               | 39    | 2,95  |    |   |  |  |
| Total                    | Total                    | Total                    | 1 324 | 100   | 23 | 9 |  |  |
| Abstention               | Abstention               | Abstention               | 611   | 31,58 |    |   |  |  |
| Inscrits / participation | Inscrits / participation | Inscrits / participation | 1 935 | 68,42 |    |   |  |  |

### Trélissac
- Maire sortant : Francis Colbac (PCF)
- 29 sièges à pourvoir au conseil municipal (population légale 2017 : 6 658 habitants)
- 4 sièges à pourvoir[44] au conseil communautaire (CA Le Grand Périgueux)

|                          | Francis Colbac           | DVG                      | 1 309 | 56,01 | 23 | 3 |  |  |
|                          | Éric Fallous             | DVC                      | 1 028 | 43,98 | 6  | 1 |  |  |
|                          |                          |                          |       |       |    |   |  |  |
| Suffrages exprimés       | Suffrages exprimés       | Suffrages exprimés       | 2 337 | 94,35 |    |   |  |  |
| Votes blancs             | Votes blancs             | Votes blancs             | 52    | 2,10  |    |   |  |  |
| Votes nuls               | Votes nuls               | Votes nuls               | 88    | 3,55  |    |   |  |  |
| Total                    | Total                    | Total                    | 2 477 | 100   | 29 | 4 |  |  |
| Abstention               | Abstention               | Abstention               | 2 456 | 49,79 |    |   |  |  |
| Inscrits / participation | Inscrits / participation | Inscrits / participation | 4 933 | 50,21 |    |   |  |  |